# Guldskivlav
Guldskivlav (Protoblastenia rupestris) är en lavart som först beskrevs av Giovanni Antonio Scopoli, och fick sitt nu gällande namn av J. Steiner. Guldskivlav ingår i släktet Protoblastenia och familjen Psoraceae.  Arten är reproducerande i Sverige. Inga underarter finns listade i Catalogue of Life.

## Galleri

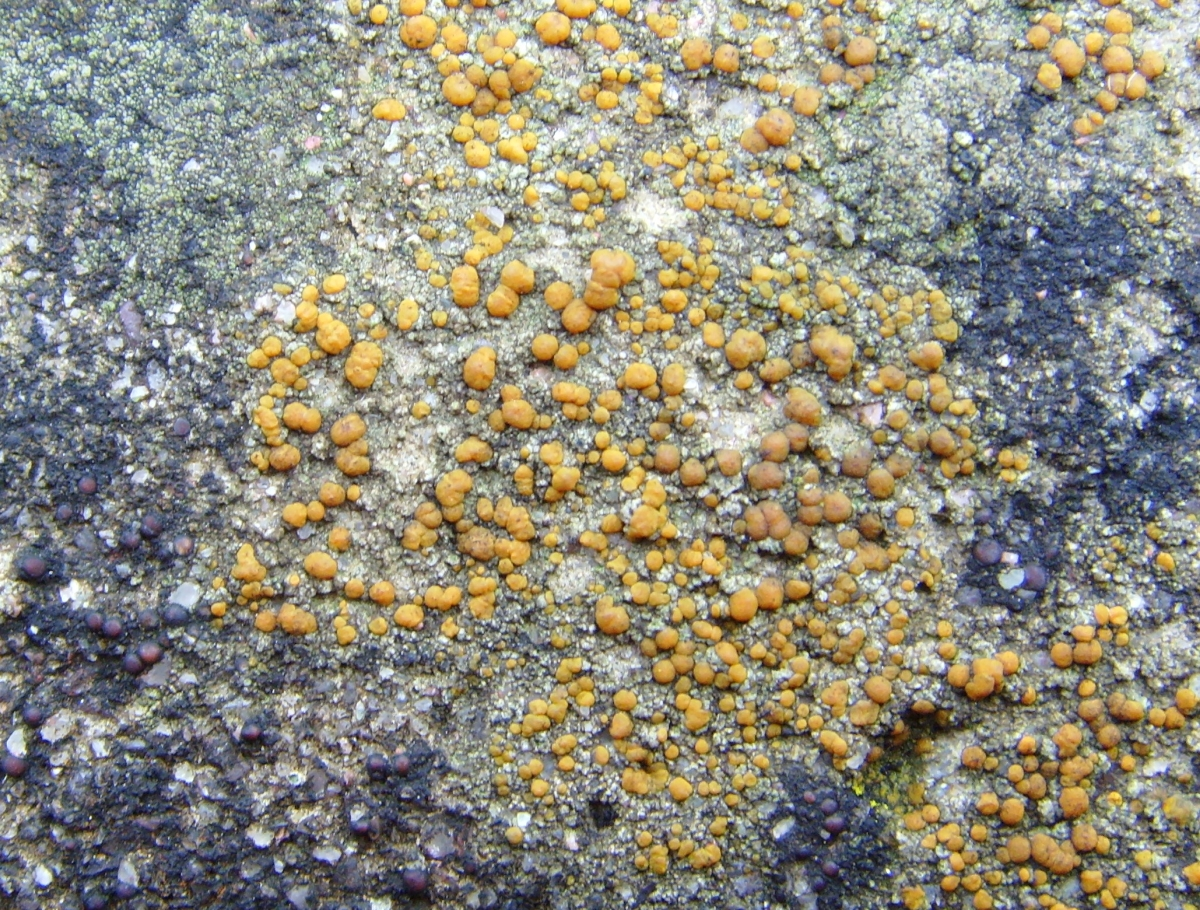